# Krajné Čierno
Krajné Čierno – wieś (obec) na Słowacji w kraju preszowskim, powiecie Svidník.
Krajné Čierno położone jest w historycznym kraju Szarysz na szlaku handlowym z Węgier do Polski. Pierwsze wzmianki o wsi pochodzą z roku 1618.
We wsi znajduje się drewniana prawosławna cerkiew parafialna św. Bazylego Wielkiego zbudowana w 1930 i obok niej nowa z 2016.

## Zabytki
- Drewniana cerkiew greckokatolicka św. Bazylego Wielkiego z 1730.

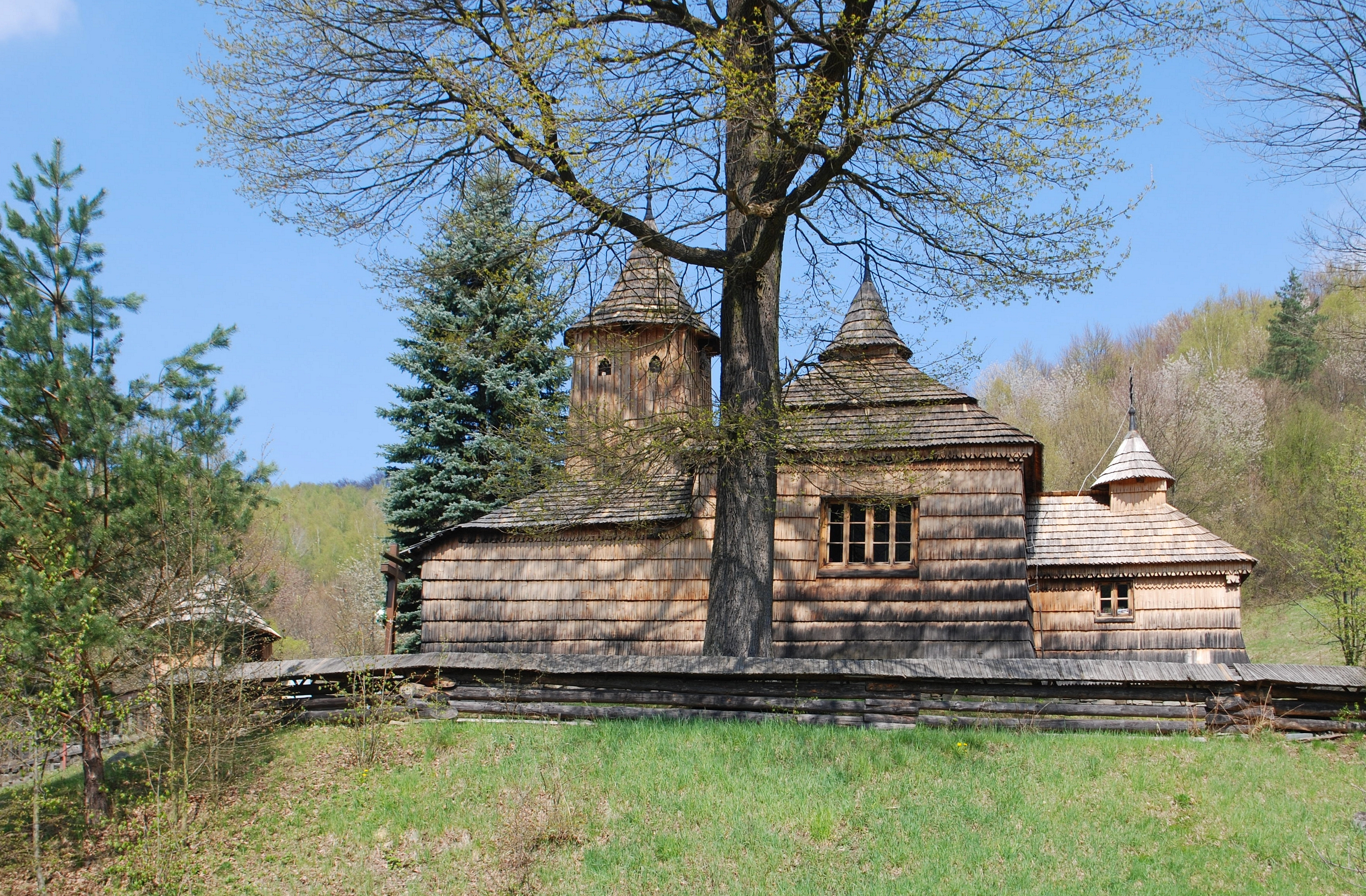
Cerkiew greckokatolicka
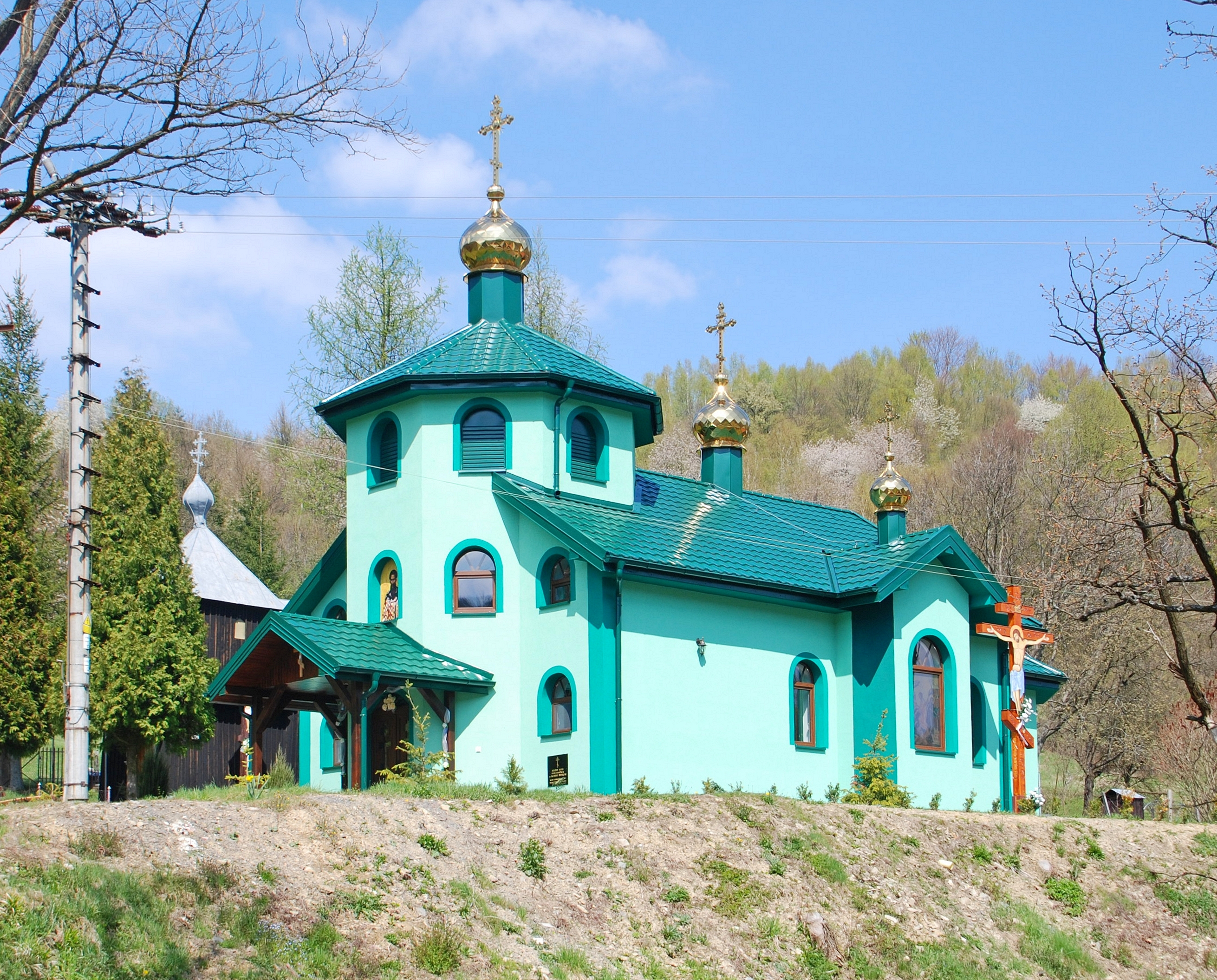
Dwie cerkwie prawosławne